# 泉谷 (特拉華州)
斯普林瓦利（英語：Spring Valley）是位於美國特拉華州紐卡斯爾縣的一個非建制地區。該地的面積和人口皆未知。

## 地理
斯普林瓦利的座標為39°46′15″N 75°38′49″W / 39.77083°N 75.64694°W，而該地的平均海拔高度為85米（即279英尺）。